# Сера (Прато)
Сера је насеље у Италији у округу Прато, региону Тоскана.
Према процени из 2011. у насељу је живело 714 становника. Насеље се налази на надморској висини од 125 м.